# Polystichum monticola
Polystichum monticola är en träjonväxtart som beskrevs av N.C.Anthony och Schelpe. Polystichum monticola ingår i släktet Polystichum och familjen Dryopteridaceae. Inga underarter finns listade.